# Annaba (provins)
36°54′N 7°46′Ø / 36.9°N 7.77°Ø
Provinsen Annaba (arabisk: ولاية عنابة, berbisk: ⴰⵏⵏⴰⴱⴰ) er en af Algeriets 48 provinser. Administrationscenteret er Annaba.